# Ditylenchus
Ditylenchus és un gènere fitopatogen de nematodes.